# Catacomba di San Nicomede
La catacomba di San Nicomede era una catacomba di Roma, posta all'inizio della via Nomentana, nei pressi dell'odierna Porta Pia, nel moderno quartiere Nomentano.

## Fonti
Ad eccezione della Notitia ecclesiarum urbis Romae, le altre fonti antiche, quelle liturgiche e gli altri itinerari per pellegrini altomedievali, attestano la sepoltura di san Nicomede nei pressi della porta di via Nomentana, oggi Porta Pia. La leggendaria passio riferisce della sua sepoltura in un terreno di proprietà del presbitero Giusto iuxta muros via Nomentana. Il Liber Pontificalis, nella biografia di papa Bonifacio V (prima metà del VII secolo), riferisce della costruzione di una basilica sulla tomba del martire; ed ancora, a proposito di papa Adriano I (fine dell'VIII secolo), sono citati dei restauri fatti alla chiesa di san Nicomede foris porta Nomentana.
Malgrado la ricchezza delle fonti letterarie, ancora oggi della catacomba in questione non si conosce l'esatta ubicazione.

## Scoperte archeologiche
A partire da Antonio Bosio fino al secolo scorso, nella zona della presunta catacomba sono state scoperte diverse gallerie, ma nessuna di queste è stata identificata con certezza con la nostra catacomba.
- Il Bosio, all'inizio del Seicento, nella sua opera Roma sotterranea, riferisce della scoperta di un ipogeo a destra della Porta Pia, che egli identifica con la catacomba di san Nicomede; di questo ipogeo, che il Bosio descrive dettagliatamente, in seguito non è più stata trovata traccia.
- Nel XIX secolo, l'archeologo Giovanni Battista de Rossi scopre due ipogei, di diversa dimensione ed estensione, nella proprietà che allora apparteneva ai marchesi Patrizi, e nessuno di questi è identificabile con quello scoperto dal Bosio. Dell'ipogeo più piccolo oggi non resta più alcuna traccia. L'ipogeo più grande è sotto via dei Villini: il de Rossi scoprì nel sopraterra resti di un monumento absidato che l'archeologo identificò con la basilica dedicata al martire Nicomede. Pubblicò i risultati delle sue scoperte e tutti si convinsero che era stata trovata la catacomba di Nicomede.
- Questa identificazione durò fino agli anni Venti del secolo scorso, quando, in occasione della costruzione del palazzo del Ministero dei Trasporti, furono scoperte più di trenta gallerie sotterranee disposte su due piani. Altre gallerie furono scoperte negli anni successivi, e gli archeologi si convinsero di aver identificato il vero cimitero comunitario di Nicomede. Il tutto è andato perduto sotto le strutture degli edifici soprastanti.

Per cui, nella zona interessata dalla nostra catacomba, oltre al cimitero comunitario di Nicomede, nel corso dei secoli sono stati scoperti almeno tre ipogei di carattere privato e familiare, di cui l'unico oggi esistente è l’ipogeo di via dei Villini, sotto l'ex convento di Notre Dame des Oiseaux (Carlo Maria Busiri Vici, 1900).